# Brooklyn Lyttle
Brooklyn Lyttle (* 19. September 2008) ist eine belizische Leichtathletin, die im Weit- und Dreisprung an den Start geht. Aktuell ist sie Inhaberin des Landesrekordes im Weitsprung.

## Sportliche Laufbahn
Erste internationale Erfahrungen sammelte Brooklyn Lyttle im Jahr 2023, als sie bei den U18-Zentralamerikameisterschaften in Guatemala-Stadt jeweils die Goldmedaille im Weit- und Dreisprung gewann und im 100-Meter-Lauf in 12,58 s ebenfalls die Goldmedaille gewann. Anschließend gewann sie bei den U18-NACAC-Meisterschaften in San José mit 11,65 m die Bronzemedaille im Dreisprung sowie mit 5,72 m auch im Weitsprung und über 100 Meter verpasste sie mit 12,23 s den Finaleinzug. Im Jahr darauf gewann sie bei den CARIFTA Games 2024 in St. George’s mit 5,73 m die Bronzemedaille im Weitsprung in der U17-Altersklasse und belegte im Dreisprung mit 10,69 m den achten Platz. Im Juni siegte sie dann mit 5,99 m bei den Zentralamerikameisterschaften in San Salvador. 2025 verbesserte sie im März in New York den Landesrekord auf 6,21 m und im April belegte sie bei den CARIFTA Games in Port of Spain mit 12,03 m den achten Platz im Dreisprung in der U20-Altersklasse und gelangte im Weitsprung mit 6,00 m auf Rang vier.

## Persönliche Bestleistungen
- Weitsprung: 6,21 m, 16. März 2025 in New York City (belizischer Rekord)
- Dreisprung: 12,03 m, 19. April 2025 in Port of Spain